# 永遠のスピード
「永遠のスピード」（えいえんのスピード）は、木根尚登が1998年10月21日にリリースした10枚目のシングル。

## 概要
日本テレビドラマShin-D『1998いずみ白書』の主題歌。初回限定パッケージも用意された。
2年ぶりの小室哲哉プロデュース。本作ではproduced by Tetsuya Komuroとクレジット。
レコーディング手法は『REMEMBER ME?』制作時のノウハウを引き続き使用。木根は「映画製作に例えれば、製作総指揮が小室、監督が久保君、大江さんが脚本、僭越ながら主演が僕」と語っている。
事前に木根が作曲した数曲のデモテープの中から小室が1曲選出。レコーディングは1997年夏にロサンゼルスで行われた。
木根のデモテープを元に小室がピアノ・シンセサイザーを入れた後、久保を中心にその他の楽器のアレンジが行われた。
作詞は大江千里。テーマは「人としてのあるべき姿、成すべき行い」であり、それが大江が渡辺美里に提供した「素顔」と共通点があったため、木根がオファーを出し、大江も快諾。主軸となるテーマは木根の小説「北京オペラ」でも表現されている。
C/W「Bless this love (World dub mix)」は、『REMEMBER ME?』収録曲のリミックス・ヴァージョン。「REMEMbER ME? (asian spices mix)」の出来に感動した木根がJohn van nestにリミックスを依頼。『REMEMBER ME?』制作時既に完成していたが、まとまりを重視し発表を見送っていた。
本作は木根にとって、エピックレコードジャパンでリリースされた最後のシングル、かつ最後の8cmシングル。

## 収録曲
作曲：木根尚登
1. 永遠のスピード
  - 作詞：大江千里　編曲：久保こーじ
2. Bless this love (World dub mix)
  - 作詞：前田たかひろ　リミックス：John van nest
3. 永遠のスピード (Original Backing Track)

## 参加ミュージシャン
- 小室哲哉 - ピアノ・キーボード
- 久保こーじ - キーボード・ギター
- 松尾和博 - ギター
- 住吉中 - ベース
- ラファエル・パディラ - パーカッション
- 湯浅公一 - シンセサイザー
- デイブ・フォード - ミキシング
- 山本英美・白須恒一・Rina・天方直実・大賀埜々・HIROSHI・久保こーじ - コーラス